# Казім Олаігбе
Казім Олаігбе (нід. Kazeem Olaigbe, нар. 2 січня 2003, Брюссель, Бельгія) — бельгійський футболіст нігерійського походження, вінгер клубу «Серкль Брюгге».

## Ігрова кар'єра

### Клубна
Казім Олаігбе є вихованцем футбольної школи столичного «Андерлехта». У 2019 році він перебрався до Англії, де приєднався до молодіжної команди «Саутгемптона». У лютому 2022 року футболіст підписав з клубом контракт до червня 2024 року.
Але вже в липні 2022 року Олаігбе відправився в оренду в шотландський клуб «Росс Каунті». У Шотландії футболіст грав до зими 2023 року. Другу половину сезону 2022/23 Олаігбе провів також в оренді — в англійському «Гаррогейт Таун».
Влітку 2023 року Олаігбе повернувся до стану «Саутгемптона». Та вже в серпні того року приєднався до бельгійського клубу «Серкль Брюгге», підписавши з клубом контракт до літа 2027 року.

### Збірна
З 2018 року Казім Олаігбе грав за юнацькі збірні Бельгії всіх вікових категорій. У 2023 році футболіст дебютував у складі молодіжної збірної Бельгії.